# Grzywacz (Wilhelmów)
Grzywacz – niestandaryzowana przysiółek wsi Wilhelmów w województwie mazowieckim, w powiecie grójeckim, w gminie Błędów. Leży w północnej części wsi, przy granicy z Julianowem. Składa się z rozproszonych gospodarstw wiejskich. Dawniej samodzielna wieś.
Dawniej samodzielna miejscowość. W latach 1867–1954 w gminie Błędów. 20 października 1933 w woj. warszawskim utworzono gromadę Grzywacz granicach gminy Błędów, składającą się z samej wsi Grzywacz.
Podczas II wojny światowej w Generalnym Gubernatorstwie, w dystrykcie warszawskim. W 1943 gromada zniesiona.
W związku z reorganizacją administracji wiejskiej jesienią 1954, Grzywacz, już jako część Wilhelmowa, wszedł w skład nowej gromady Dańków.
W latach 1975–1998 miejscowość administracyjnie należała do województwa radomskiego.